# Antonio Oposa
Antonio "Tony" Oposa Jr. is een Filipijns milieuactivist. 

## Biografie
Oposa werd geboren in Cebu in de Filipijnen. Oposa hielp bij de procedure in een van de eerste class-action-rechtszaken die door kinderen werd aangespannen om zich te verzetten tegen milieuschadelijke maatregelen van hun regering. In de jaren 1990 vertegenwoordigde hij 43 kinderen uit een plaatselijk dorp om de ontbossing rond het dorp te stoppen, die was goedgekeurd door de Filipijnse regering, op basis van het feit dat de rechten van de kinderen zouden worden geschaad door de ontbossing.
Hoewel de zaak aanvankelijk werd afgewezen door lagere rechtbanken op basis van het feit dat de kinderen geen rechtspositie hadden, vernietigde het Filipijnse Hooggerechtshof deze en bevestigde dat de kinderen wel rechtspositie hadden. Tijdens de juridische en wetgevende actie door werd de ontbossingsactiviteit stopgezet. De zaak inspireerde verschillende andere milieuzaken over de hele wereld, waarbij kinderen als eisers optraden om voor deze rechten te vechten.
Voor zijn activiteiten won Oposa in 2009 de Ramon Magsaysay Award. Anno 2024 leidt hij de Law of Nature Foundation. Hij is ook oprichter van Save Philippine Seas.
In 2013 klaagde Oposa zeven individuen en overheidsfunctionarissen aan wegens het overtreden van de Filipijnse milieuregels door geluidsoverlast van geluidsversterkers tijdens reguliere benefietdansevenementen.